# Seeschlacht im Lister Tief

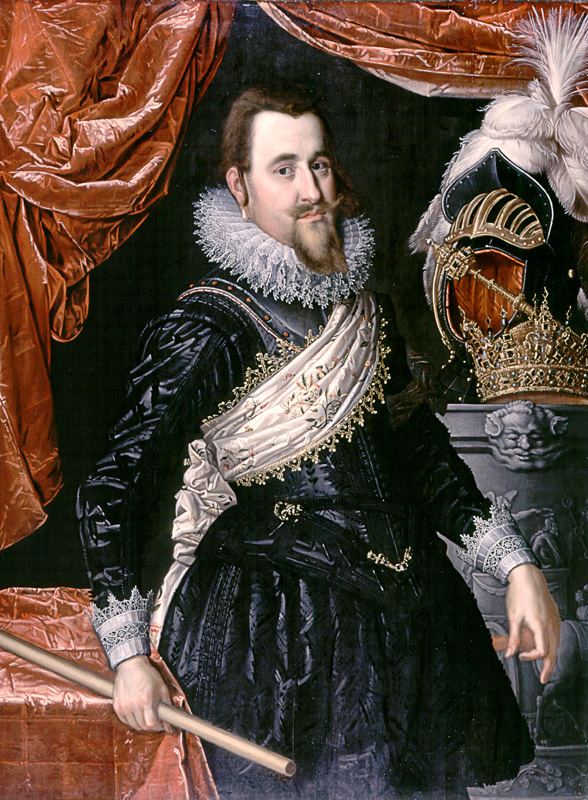
Christian IV. von Dänemark und Norwegen, Gemälde von Pieter Isaacsz, 1611–1616

Die Seeschlacht im Lister Tief war eine Seeschlacht während des Schwedisch-Dänischen Kriegs 1643–1645 zwischen dänisch-norwegischen und schwedisch-niederländischen Geschwadern am 16. Mai 1644 im Lister Tief zwischen den nordfriesischen Inseln Sylt und Rømø.

## Vorgeschichte
Nach dem am 12. Dezember 1643 ohne Kriegserklärung erfolgten Überraschungsangriff des schwedischen Feldmarschalls Lennart Torstensson auf die dänischen Landesteile in Holstein und die darauf folgende Eroberung der gesamten Halbinsel Jütland brauchte Torstensson eine Flotte, um Truppen auf die dänischen Hauptinseln überzusetzen. Schweden beauftragte daher den niederländischen, 1627 in Schweden eingebürgerten und 1641 geadelten Kaufmann und Fabrikanten Louis de Geer, in den Niederlanden eine Flotte zu rekrutieren. De Geer, der am 16. Februar in Amsterdam eintraf, fand sich dort mit erheblichen Schwierigkeiten konfrontiert und rüstete schließlich auf eigene Kosten eine Flotte aus, die Mitte April in der Vlie zum Auslaufen bereit lag. Sie bestand allerdings nur aus mehr oder weniger behelfsmäßig mit kleinkalibrigen Kanonen, mehrheitlich 12-, 8- und 6-Pfündern, ausgestatteten 22 kleinen Handelsschiffen, deren Besatzungen praktisch keinerlei Kriegserfahrung hatten, und 10 praktisch unbewaffneten Transportern. Befehlshaber, als Schiffsobrister, war Maerten Thijssen aus Seeland auf der Vergulde Swaen, der unter anderem für die Niederländische Westindien-Kompanie in der Karibik und vor Südamerika gekämpft hatte. Sein Vizeadmiral war Hendrik Gerritson auf der Groote Dolfijn.
Der dänisch-norwegische König Christian IV., dem de Geers Wirken nicht unbekannt geblieben war, begann am 5. April 1644 mit 11 modernen Kriegsschiffen, in der Mehrzahl Galeonen, eine Seeblockade von Göteborg, Schwedens einzigem Zugang zur Nordsee.
Thijssens Geschwader segelte in der zweiten Aprilhälfte an die Westküste Jütlands, wo man Torstenssons Soldaten an Bord nehmen wollte.
Christian IV. brach daraufhin am 30. April seine Blockade von Göteborg ab und segelte mit neun seiner Schiffe auf der Suche nach Thijssen entlang der jütischen Westküste nach Süden. Ihm ging es vor allem darum, zu verhindern, dass sich die Niederländer mit der regulären schwedischen Flotte vereinigten, da die vereinigten Kräfte der dänischen Flotte klar überlegen sein würden. Im Lister Tief fand er das schwedisch-niederländische Geschwader, das dort vor Anker lag und mit der Aufnahme von 1000 Musketieren Torstenssons begonnen hatte.

## Die Schlacht
Christian IV., auf seinem Flaggschiff Trefoldighed (48 Kanonen), blockierte mit seinen neun großen Kriegsschiffen die Durchfahrt zwischen Sylt und Rømø und setzte den Gegner damit im Lister Tief fest. Die Schlacht begann gegen 10:00 Uhr morgens und zog sich bis nachmittags gegen 16:00 Uhr hin. Die dänisch-norwegischen Schiffe richteten ein Blutbad unter ihren Gegnern an, die zwar keine Schiffe verloren, aber mehr als 500 Tote und Verwundete zu beklagen hatten. Thijssen hatte beabsichtigt, die dänischen Schiffe zu entern, was sich aber wegen deren viel zu hohem Freibord als undurchführbar erwies. Im Artillerieduell waren die Niederländer aber hoffnungslos unterlegen: die Kugeln aus den dänischen 36-Pfündern schlugen nicht selten glatt durch die niederländischen Schiffe hindurch, während deren wesentlich leichtere Geschosse vielfach an den dicken Eichenplanken der dänischen Schiffe abprallten. Auf dänisch-norwegischer Seite gab es lediglich elf Tote und Verwundete.
Thijssen war gezwungen, sich ins Lister Tief zurückzuziehen, wohin ihm Christian IV. wegen des größeren Tiefgangs seiner Schiffe nicht folgen konnten. Christian IV. ließ einen Teil seines Geschwaders unter dem Admiral Pros Mund zurück, um die Blockade fortzusetzen. Erst am 25. Mai konnten die wendigen niederländischen Schiffe die Blockade während eines Sturms, als genaues Geschützfeuer kaum möglich war, durchbrechen und nach Holland entkommen.